# 林仰
林 仰（はやし たかし、1980年12月27日 - ）は、日本の元ラグビー選手。

## プロフィール
- 大分県出身。
- ポジションはプロップ(PR)。
- 身長 182cm、体重 109kg
- ニックネームはゴリアス君[1]。

## 来歴
中学からラグビーを始めた。
2000年、東福岡高校卒業後、明治大学に入学する。なお東福岡高校時代、高校日本代表に選ばれたことがある。
2005年、明治大学卒業後、サントリーサンゴリアスに加入。
2006年12月16日に行われたジャパンラグビートップリーグ第10節のNECグリーンロケッツ戦にて途中出場で公式戦初出場を果たす。
2010年、現役を引退した。